# Henri Pequet
Henri Pequet (ur. 1 lutego 1888, zm. 13 marca 1974) – francuski lotnik, wykonał pierwszy lot poczty lotniczej. 
Pequet związał się z lotnictwem po raz pierwszy w 1905 roku, latając balonem, a następnie sterowcem (z Louisem Paulhanem). Od 1908 roku pracował w zakładach lotniczych Voisin. Nauczył się latać samolotem i 10 czerwca 1910 uzyskał licencję pilota (brevet) numer 88.
W trakcie pokazu lotniczego 18 lutego 1911 roku w Indiach przewiózł 6500 listów z Allahabad do Naini. Trasa miała około 13 km. Leciał dwupłatem, który miał około 50 KM (37 kW). Podróż trwała trzynaście minut. Listy miały oznaczenie "First Aerial Post, U.P. Exhibition Allahabad 1911". Jest to uznawane za pierwszy lot poczty lotniczej.
Podczas I wojny światowej Pequet służył we francuskim lotnictwie wojskowym. Po wojnie był do 1934 roku pilotem testowym zakładów Morane-Saunier, a następnie pracował jako szef pilotów aeroklubu w Vichy. 
Podczas II wojny światowej działał w ruchu oporu. 22 kwietnia 1943 aresztowany przez Niemców i wywieziony do obozu do Niemiec. 
Po wojnie w dalszym ciągu do 1953 roku pracował na lotnisku w Vichy. Spędził 8200 godzin w powietrzu, przelatując ponad milion kilometrów.